# St. Maria Königin (Sankt Augustin)

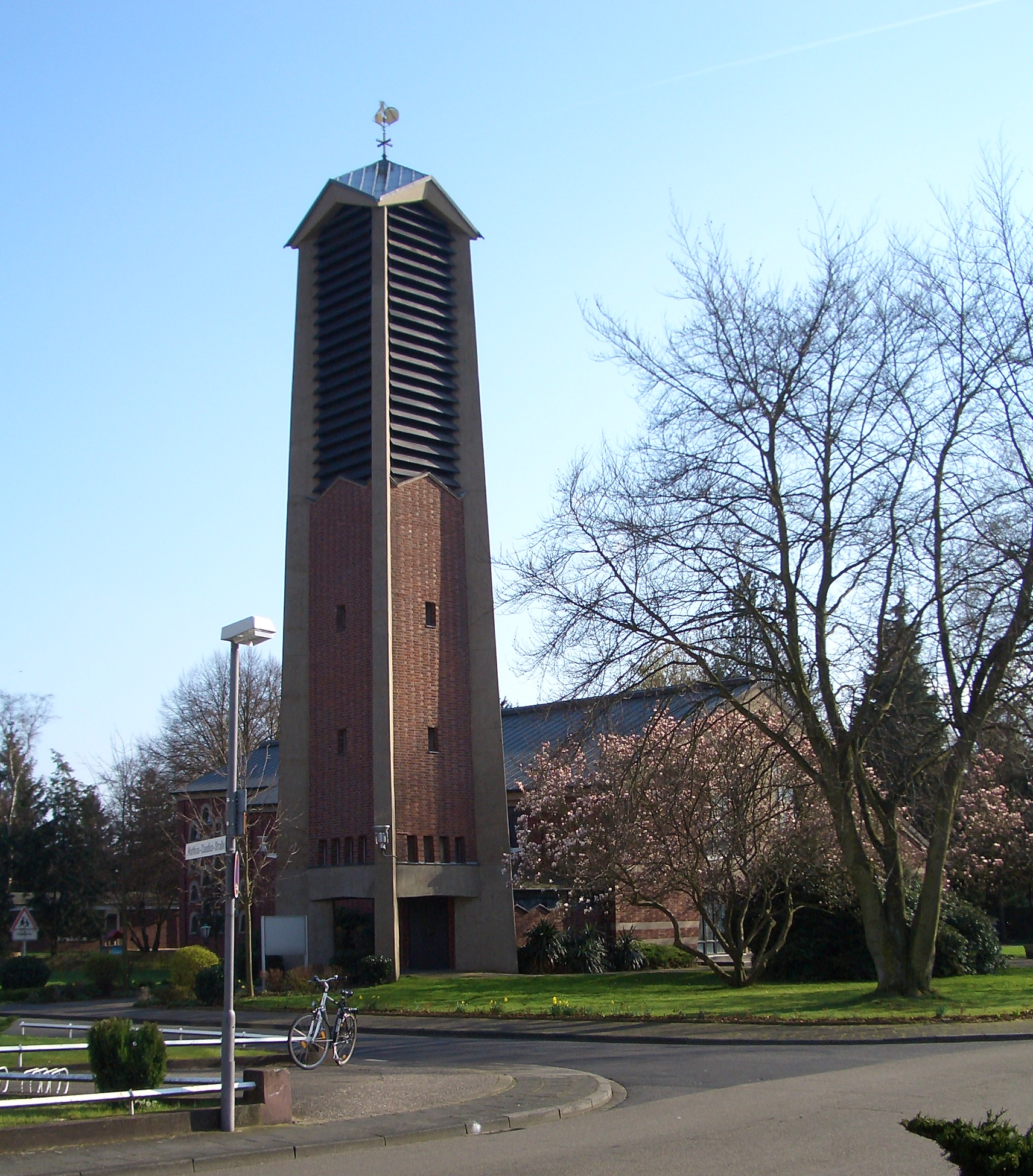
Kirchturm von St. Maria Königin (2007)

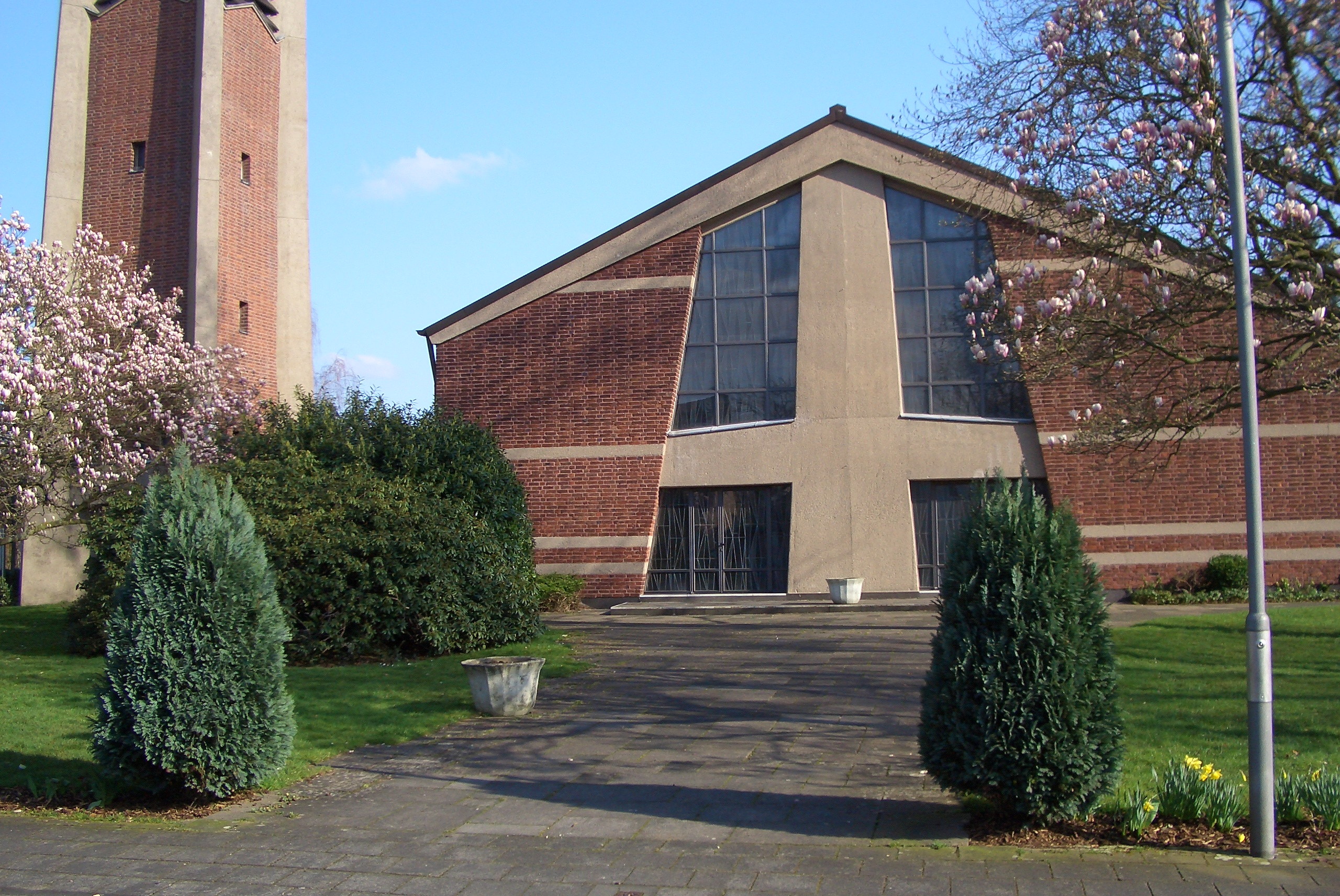
Nordwestseite der Kirche

Sankt Maria Königin ist eine römisch-katholische Pfarrkirche in Sankt Augustin-Ort (Rhein-Sieg-Kreis) in Nordrhein-Westfalen. Sie gehört zum Katholischen Seelsorgebereich Sankt Augustin im Kreisdekanat Rhein-Sieg-Kreis des Erzbistums Köln.

## Geschichte
Sankt Augustin-Ort entstand erst zu Beginn des 20. Jahrhunderts an der Straße von Beuel nach Siegburg. Ein bedeutender Schritt der Entwicklung war der Bau des Klosters St. Augustin der Steyler Missionare 1913, nach dem sich die Stadt Sankt Augustin und der Ortsteil Sankt Augustin-Ort nach der Gebietsreform von 1969 nannten. Bis heute ist das Kloster eng mit der Kirchengemeinde verbunden. Durch den Status Bonns als Bundeshauptstadt wuchs die Bevölkerung ab 1949 rasant an, sodass am 10. November 1954 die Kirchengemeinde St. Maria Königin gegründet wurde. Der Bau der Pfarrkirche begann mit der Grundsteinlegung am 30. Juni 1957. Die Fertigstellung des Kirchengebäudes erfolgte 1958, geweiht wurde sie am 28. Juli 1959 von Weihbischof Wilhelm Cleven. Architekten des Baus waren Hanns Walter Lückerath und Helene Lückerath in Horrem.
St. Maria Königin ist eine Hallenkirche mit konischem Grundriss. Über dem Eingang des Kirchenschiffs befindet sich der in Stahlbetonbauweise errichtete freistehende Glockenturm.

## Ausstattung
Folgende Ausstattungsgegenstände der Kirche sind als bewegliche Denkmäler geschützt: Eine Mondsichelmadonna von 1480, eine Pietà und zwei barocke Kerzenleuchter (beides um 1700), ein Seidenteppich mit der Darstellung der Kreuzigung Jesu aus dem Ende des 19. Jahrhunderts und eine Verkündigungsgruppe aus vier Einzelplastiken (um 1710).

### Glocken
Vom Turm der Kirche erklingt das Motiv „Gloria“. Die drei Glocken stammen alle aus dem Jahr 1958 und wurden von der Glockengießerei Mabilon aus Saarburg in Bronze gegossen.
| Nr. | Name       | Durchmesser | Masse  | Schlagton (HT-1⁄16) | Inschrift*                                                                                         |
| --- | ---------- | ----------- | ------ | ------------------- | -------------------------------------------------------------------------------------------------- |
| I   | Maria      | 1100 mm0    | 800 kg | fis′ +4             | „Sei gegrüßt Maria, voll der Gnade, König des Himmels und der Welt. Bitte immer für uns bei Gott!“ |
| II  | Augustinus | 980 mm      | 570 kg | gis′ +4             | „Hl. Augustus, herausragender Gelehrter, führe unsere unruhigen Herzen in die Ruhe Gottes!“        |
| III | Pius X.    | 840 mm      | 340 kg | h′ +4               | „Hl. Papst Pius X, leuchtendes Feuer der Kirche, erneuere alles für uns neu in Christus!“          |

* Alle Glocken tragen zusätzlich die Inschrift: „Gegossen im Jahr 1958. C. Maercker, Pastor an St. Maria Königin  in St. Augustin.“ (Übers.)